# 横浜商科大学高校柔道部重度障害事件
横浜商科大学高校柔道部重度障害事件（よこはましょうかだいがくこうとうがっこうじゅうどうぶじゅうどしょうがいじけん）は、2008年（平成20年）5月に日本の横浜商科大学高等学校の部活動で起きた事件。

## 概要
2008年4月に被害者となる生徒が横浜商科大学高等学校に入学、その後、柔道部に入部した。生徒はそれまでには柔道の経験はなく、同年4月16日には練習中に投げられて頭痛を感じたため、練習を欠席して病院を受診した結果、脳震盪と診断された。
同年5月3日に神奈川県大会の試合前練習が行われ、この練習で顧問が目を離している間に大将を務める同級生に大外刈及び払腰の打ち込みにより投げられて転倒。別の高校の柔道部顧問が生徒が転倒していることに気付き、同級生からの報告を受けた本校教諭も駆けつけて救急車を要請し、生徒の両親に救急搬送された旨を連絡した。
生徒は病院に搬送されて急性硬膜下血腫と診断された後、手術が行われたが、生徒に急性硬膜下血腫による後遺症が残り、意識障害で常に介護が必要な状態となった。
この日は神奈川県の団体戦の当日であり、被害者となる生徒は応援という形で会場に行っていた。しかし、同級生に呼ばれたことから、急遽柔道着に着替えた後、ウォーミングアップをすることなく会場で出場する選手の投げ込みの相手をした。生徒は同級生の相手をするまでに数名の選手に数回投げられていた。

## 裁判
生徒本人と家族は、学校を相手取り2億7000万円の損害賠償を求める訴訟を横浜地裁に提訴した。
2013年2月15日、横浜地裁（小川浩裁判長）は「練習及び指導方法に安全配慮義務を怠った過失があったとは認められない」として原告側の請求を棄却した。
判決では、事件当時、脳震盪と診断された生徒に対する具体的な指針は存在しなかったため、「柔道部顧問教諭に共通した指導方針が普及されておらず、練習による架橋静脈の断裂を予見することは困難」と指摘。練習や稽古についても、生徒の技能や経験にある程度配慮されていたことから、注意義務違反があったとは言えないと結論付けた。原告側は判決を不服として控訴した。
2013年7月3日、東京高裁（難波孝一裁判長）は「練習方法を十分に指導していれば回避できた」として一審・横浜地裁の判決を破棄、約1億8700万円の支払いを命じる判決を言い渡した。
判決では「男性は初心者で技量は未熟。顧問は男性が練習でけがを負うことを予測できた」と指摘し、一審とは異なり脳震盪後の競技への復帰に練習に加わることを見逃した過失があったと判断した。